# Patu nigeri
Patu nigeri is een spinnensoort uit de familie Symphytognathidae. De soort komt voor in China.